# John Strutt, 6. Baron Rayleigh
John Gerald Strutt, 6. Baron Rayleigh of Terling Place (* 4. Juni 1960) ist ein britischer Peer und Politiker.

## Leben
Er wurde als Sohn von Charles Richard Strutt (* 1910; † 1981) und Jean Elizabeth Davidson (* 1924) geboren.
Beim Tods seines Onkels John Strutt, 5. Baron Rayleigh, am 21. April 1988 erbte er dessen Adelstitel. Mit diesem war ein erblicher Sitz im House of Lords verbunden. Am 11. November 1999 verlor er seinen erblichen Parlamentssitz durch den House of Lords Act 1999.

## Familie
Er ist seit dem 2. Mai 1991 mit Annabel Kate Patterson verheiratet und hat einen Sohn, John Frederick Strutt (* 1993). Er hat zwei Schwestern, Anne Caroline Strutt (* 1955) und Mary Jean Strutt (* 1957).